# 聖若阿金國家公園

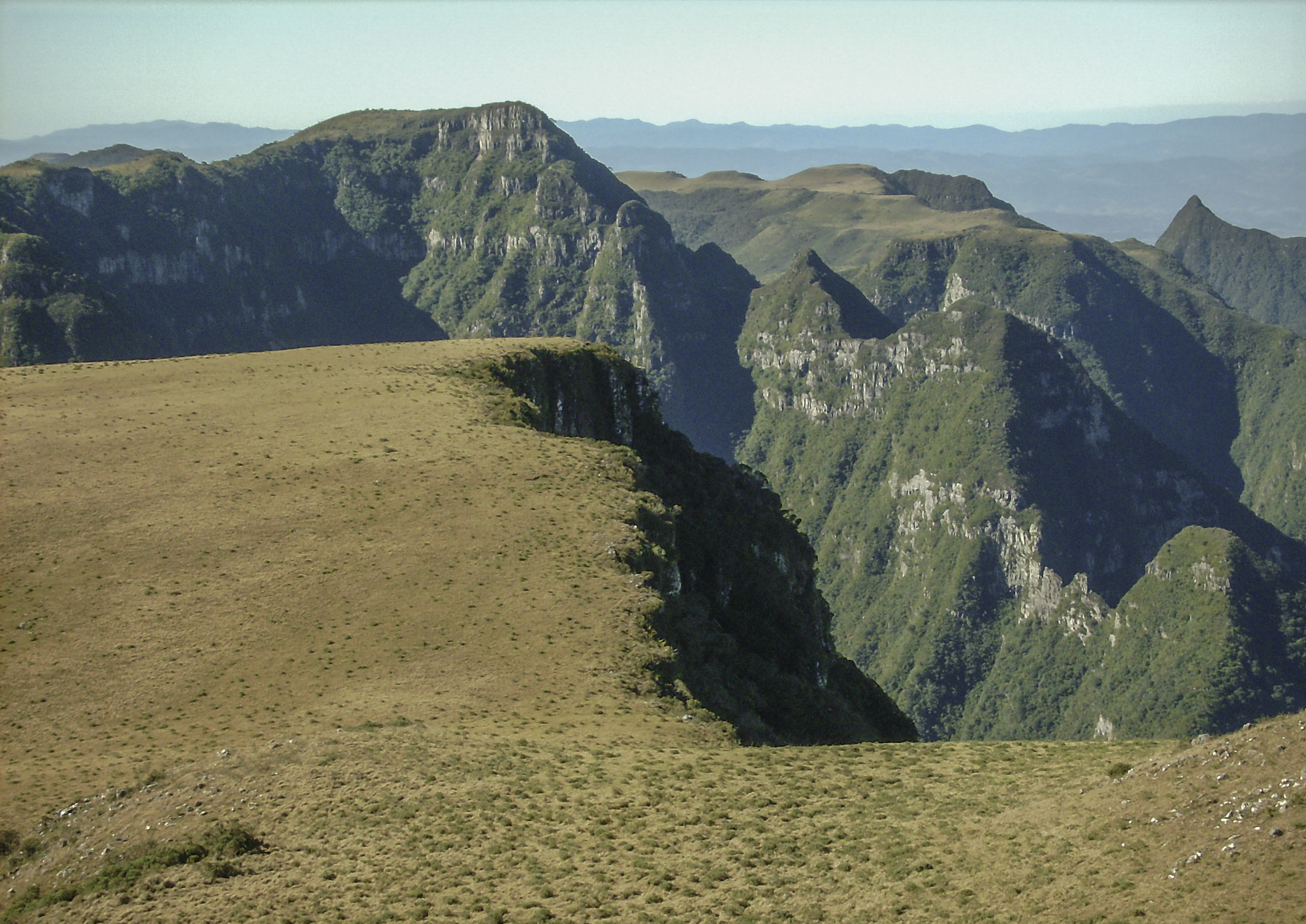

聖若阿金國家公園（葡萄牙語：Parque Nacional de São Joaquim），是巴西的國家公園，位於該國南部聖卡塔琳娜州，成立於1961年7月6日，佔地4.8萬公頃，覆蓋烏魯比西、奧爾良、格朗帕拉和邦雅爾丁-達塞拉地區。
28°07′59″S 49°28′55″W / 28.133°S 49.482°W